# Terina charmione
Terina charmione är en fjärilsart som beskrevs av Fabricius 1793. Terina charmione ingår i släktet Terina och familjen mätare. Inga underarter finns listade i Catalogue of Life.